# Moreno De Pauw
Moreno De Pauw (Sint-Niklaas, 12 augustus 1991) is een Belgisch voormalig baanwielrenner die zijn hele loopbaan reed voor Sport Vlaanderen-Baloise.

## Carrière
Bij de jeugd boekte De Pauw verschillende nationale titels in het baanwielrennen. Zijn eerste internationale medaille behaalde hij als junior in 2008. Tijdens het WK te Kaapstad eindigde hij als tweede in het omnium, achter de Australiër Luke Davison. Zijn volgende internationale medaille behaalde hij drie jaar later. Tijdens het EK 2011 voor beloften behaalde hij, wederom in het omnium, brons. Dit achter winnaar Elia Viviani uit Italië, en de Nederlander Roy Eefting. Nog eens een jaar later behaalde hij samen met Jasper De Buyst, Gijs Van Hoecke en Joris Cornet brons in de ploegenachtervolging.
Naar aanloop van de Olympische spelen 2012 trad De Pauw toe tot de Belgische ploeg voor de ploegenachtervolging. Op de spelen zelf kwam De Pauw niet in actie, hij was reserve. 2013 was een goed jaar voor De Pauw, hij behaalde zijn eerste Belgische titel bij de elite, en wist zijn eerste UCI-wedstrijd op de weg te winnen. Tijdens de vijfde etappe van de An Post Rás was hij de snelste van het peloton in de massasprint.
In 2014 tekende Moreno De Pauw zijn eerste profcontract bij Topsport Vlaanderen-Baloise. De Pauw stopte in januari 2020 als profwielrenner. zijn laatste wedstrijd was de zesdaagse van Berlijn die hij samen met Wim Stroetinga winnend afsloot.
Sinds juli 2021 is hij lid van het politiekorps (fietsbrigade) van zijn geboortestad.

## Palmares

### Zesdaagsen
| Nr. | Jaar | Zesdaagse van | Samen met       |
| --- | ---- | ------------- | --------------- |
| 1   | 2015 | Londen        | Kenny De Ketele |
| 2   | 2016 | Berlijn       | Kenny De Ketele |
| 3   | 2016 | Londen        | Kenny De Ketele |
| 4   | 2016 | Amsterdam     | Kenny De Ketele |
| 5   | 2016 | Palma         | Kenny De Ketele |
| 6   | 2017 | Gent          | Kenny De Ketele |
| 7   | 2018 | Rotterdam     | Kenny De Ketele |
| 8   | 2019 | Kopenhagen    | Kenny De Ketele |
| 9   | 2020 | Berlijn       | Wim Stroetinga  |

### Baanwielrennen
| Jaar         | BK                                                                 | EK                   | WK           | OS           | WB                                                                               | Overig                              |
| Nieuwelingen | Nieuwelingen                                                       | Nieuwelingen         | Nieuwelingen | Nieuwelingen | Nieuwelingen                                                                     | Nieuwelingen                        |
| ------------ | ------------------------------------------------------------------ | -------------------- | ------------ | ------------ | -------------------------------------------------------------------------------- | ----------------------------------- |
| 2006         | sprint · achtervolging · 500m                                      |                      |              |              |                                                                                  |                                     |
| 2007         | 500m · achtervolging · omnium · ploegkoers · sprint                |                      |              |              |                                                                                  |                                     |
| Junioren     |                                                                    |                      |              |              |                                                                                  |                                     |
| 2008         | km · achtervolging · omnium · ploegenachtervolging                 |                      | omnium       |              |                                                                                  |                                     |
| 2009         | 1km · ploegsprint · omnium                                         |                      |              |              |                                                                                  |                                     |
| Beloften     |                                                                    |                      |              |              |                                                                                  |                                     |
| 2011         |                                                                    | omnium               |              |              |                                                                                  |                                     |
| 2012         | derny                                                              | ploegenachtervolging |              |              |                                                                                  |                                     |
| Elites       |                                                                    |                      |              |              |                                                                                  |                                     |
| 2005         | omnium · ploegkoers                                                |                      |              |              |                                                                                  |                                     |
| 2006         | 1km · achtervolging · scratch                                      |                      |              |              |                                                                                  |                                     |
| 2007         | ploegenachtervolging                                               |                      |              |              | Peking: · scratch                                                                |                                     |
| 2008         | ploegenachtervolging · 1km · omnium · scratch                      |                      |              |              | Los Angeles: · ploegkoers · Manchester: · scratch · Cali: · ploegkoers · scratch |                                     |
| 2009         | 1km · omnium · ploegenachtervolging · scratch · derny · ploegkoers |                      |              |              | Manchester: · ploegkoers                                                         |                                     |
| 2010         | 1km · ploegenachtervolging · omnium · ploegkoers · scratch         |                      |              |              |                                                                                  | Gent: omnium                        |
| 2011         | ploegenachtervolging                                               |                      |              |              |                                                                                  |                                     |
| 2012         | omnium · puntenkoers                                               |                      |              |              | Glasgow: · ploegenachtervolging                                                  |                                     |
| 2013         | omnium · ploegkoers · scratch · puntenkoers                        |                      |              |              |                                                                                  |                                     |
| 2014         | 1km · omnium · ploegkoers                                          |                      |              |              |                                                                                  | Gent: ploegkoers                    |
| 2015         | 1km · puntenkoers · ploegkoers · scratch                           |                      |              |              |                                                                                  | Gent: ploegkoers                    |
| 2016         | 1km · eliminator · ploegkoers · scratch · puntenkoers              | ploegkoers           |              |              | Glasgow: · ploegkoers · Apeldoorn: · ploegenachtervolging · scratch              | Barcelona: scratch Gent: omnium     |
| 2017         | omnium · ploegkoers · puntenkoers · 1km · scratch                  |                      | ploegkoers   |              | Pruszkow: · ploegkoers                                                           | Gent: ploegkoers Dudenhofen: omnium |
| 2018         | ploegkoers · puntenkoers                                           |                      |              |              |                                                                                  |                                     |
| 2019         | ploegkoers                                                         |                      |              |              |                                                                                  | Wieler 3 daagse Alkmaar             |

## Wegwielrennen

### Overwinningen
2013
5e etappe An Post Rás

## Ploegen
- 2014 –  Topsport Vlaanderen-Baloise
- 2015 –  Topsport Vlaanderen-Baloise
- 2016 –  Topsport Vlaanderen-Baloise
- 2017 –  Sport Vlaanderen-Baloise
- 2018 –  Sport Vlaanderen-Baloise
- 2019 –  Sport Vlaanderen-Baloise

Campenaerts · De Pauw · De Buyst · De Jonghe · De Ketele · Declercq · Helven · Jacobs · Lampaert · Lietaer · Rickaert · Salomein · Sprengers · Steels · Theuns · Van Asbroeck · Van Hecke · Van Hoecke · Vanoverberghe · Van Staeyen · Vanbilsen · Vanspeybrouck · Vergaerde · Waeytens ·  Wallays
Campenaerts · Capiot · De Ketele · De Pauw · De Tier · Declercq · Helven · Jacobs · Lietaer · Naesen · Rickaert · Salomein · Sprengers · Steels · Theuns · Van Hecke · Van Hoecke · Van Lerberghe · Van Meirhaeghe · Vanoverberghe · Vanspeybrouck · Vergaerde · Jel.Wallays · Jen.Wallays
Allegaert · Capiot · De Gendt · De Ketele · De Pauw · De Vylder · Declercq · Deltombe · Farazijn · Lietaer · Noppe · Planckaert · Pols · Rickaert · Salomein · Sprengers · Steels · Van Gestel · Van Hecke · Van Lerberghe · Van Rooy · Wallays
Allegaert · Capiot · De Gendt · De Ketele · De Pauw · De Vylder · Declercq · Deltombe · Farazijn · Ghys · Menten · Noppe · Ed. Planckaert · Em. Planckaert · Rickaert · Sprengers · Van Gestel · Van Gompel · Van Hecke · Van Rooy · Verwilst · Warlop